# Searchlight Pictures
Searchlight Pictures è una casa di produzione cinematografica statunitense, sussidiaria di The Walt Disney Studios, divisione di The Walt Disney Company.
Come società sorella della più grande 20th Century Studios, lo studio è specializzato nella produzione nordamericana di film indipendenti, europei e britannici oltre a commedie drammatiche, horror, film artistici e stranieri.
Searchlight, precedentemente Fox Searchlight Pictures, dal 20 marzo 2019 fa parte di The Walt Disney Company. Dal 17 gennaio 2020 lo studio si chiama semplicemente Searchlight Pictures, con la rimozione del brand Fox a cui era legato sin dalla sua fondazione.

## Storia
Dal 1982 al 1985, prima della creazione di Searchlight, Fox pubblicò film indipendenti usando le etichette 20th Century-Fox International Classics, 20th Century Fox Specialized Film Division, e TLC Films. Le pubblicazioni più interessanti con l'uso di queste etichette includono Bill Cosby: Himself, Eating Raoul, The Gods Must Be Crazy, Reuben, Reuben e Ziggy Stardust and the Spiders from Mars.
All'inizio degli anni '90, i dirigenti di 20th Century Fox decisero di emulare il successo commerciale di Miramax, acquista poco tempo prima da The Walt Disney Company.  
Nel 1994 la Fox annunciò la formazione di una filiale destinata alla produzione di film speciali. Nel luglio dello stesso anno il nuovo studio venne chiamato Fox Searchlight Pictures, con Thomas Rothman come presidente fondatore.
Dalla sua prima uscita, The Brothers McMullen (1995), Fox Searchlight ha distribuito una serie di film indipendenti come Girl 6, Stealing Beauty e She's the One.  Anche se accolti positivamente dalla critica, questi primi film non hanno avuto molto successo commerciale; Il primo successo al botteghino dello studio è stato nel 1997 con The Full Monty, che ha ottenuto i primi premi dello studio.
Nel 2006 è stata creata una sotto-etichetta, Fox Atomic, per la produzione e/o distribuzione di film di genere. La sua prima produzione è stata Turistas. Fox Atomic viene chiusa nel 2009.
Nel 2018 The Walt Disney Company annuncia l'acquisizione di 21st Century Fox, di cui Fox Searchlight Pictures era sussidiaria. L'acquisizione viene completata nel 2019.
Il 17 gennaio 2020, viene annunciato che il brand Fox sarebbe stato eliminato da tutti gli asset acquisiti dalla Disney, abbreviando così il nome dello studio in Searchlight Pictures.

## Produzioni

### Anni 1990
- Girl 6 - Sesso in linea (1996)
- Due sulla strada (1996)
- Relazioni intime (1996)
- Blood & Wine (1996)
- Tempesta di ghiaccio (1997)
- Two Girls and a Guy (1997)
- Oscar e Lucinda (1997)
- Gli imbroglioni (1998)
- L'altra faccia di Beverly Hills (1998)
- La cugina Bette (1998)
- Sogno di una notte di mezza estate (1999)
- Boys Don't Cry (1999)
- Whiteboyz (1999)
- Una passione spezzata (1999)

### Anni 2000
- Per incanto o per delizia (2000)
- Quills - La penna dello scandalo  (2000)
- Bootmen (2000)
- Super Troopers (2001)
- Waking Life (2001)
- Venga il tuo regno (2001)
- Kissing Jessica Stein (2001)
- Danza di sangue - Dancer Upstairs (2002)
- The Good Girl (2002)
- One Hour Photo (2002)
- Due amiche esplosive (2002)
- Antwone Fisher (2002)
- Brown Sugar (2002)
- Thirteen - 13 anni (2003)
- In ostaggio (2004)
- Napoleon Dynamite (2004)
- Vacanze di sangue (2004)
- Arrivano i Johnson (2004)
- Kinsey (2004)
- I ♥ Huckabees - Le strane coincidenze della vita (2004)
- Sideways - In viaggio con Jack (2004)
- Melinda e Melinda (2004)
- Parole d'amore (2005))
- Roll Bounce (2005)
- Little Miss Sunshine (2006)
- L'ultimo re di Scozia (2006)
- Il destino nel nome - The Namesake (2006)
- The History Boys (2006)
- Diario di uno scandalo (2006)
- La famiglia Savage (2007)
- Manuale d'infedeltà per uomini sposati (2007)
- Young @ Heart - Il rock non muore mai (2007)
- Il treno per il Darjeeling (2007)
- Juno (2007)
- Hotel Chevalier (2007)
- News Movie (2008)
- Soffocare (2008)
- La notte non aspetta (2008)
- La vita segreta delle api (2008)
- Notorious B.I.G. (2009)
- (500) giorni insieme (2009)
- Amelia (2009)
- Crazy Heart (2009)

### Anni 2010
- Il mio nome è Khan (2010)
- Matrimonio in famiglia (2010)
- Rimbalzi d'amore (2010)
- Il cigno nero (2010)
- Non lasciarmi (2010)
- 127 ore (2010)
- Mosse vincenti (2011)
- La fuga di Martha (2011)
- Paradiso amaro (2011)
- Margaret (2011)
- The Sessions - Gli incontri (The Sessions) (2012)
- Ruby Sparks (2012)
- Hitchcock (2012)
- Stoker (2013)
- Le idee esplosive di Nathan Flomm (2013) - film TV
- Non dico altro (Enough Said) (2013)
- Chi è senza colpa (The Drop) (2014)
- Wild (2014)
- Via dalla pazza folla (Far from the Madding Crowd) (2015)
- Jackie (2016)
- Wilson (2017)
- Gifted - Il dono del talento (Gifted) (2017)
- La battaglia dei sessi (Battle of the Sexes) (2017)
- Vi presento Christopher Robin (Goodbye Christopher Robin) (2017)
- Tre manifesti a Ebbing, Missouri (Three Billboards Outside Ebbing, Missouri) (2017)
- La forma dell'acqua - The Shape of Water (The Shape of Water) (2017)
- L'isola dei cani (Isle of Dogs) (2018)
- Old Man & the Gun (The Old Man & the Gun) (2018)
- Copia originale (Can You Ever Forgive Me?) (2018)
- La favorita (The Favourite) (2018)
- La conseguenza (The Aftermath) (2019)
- Tolkien (2019)
- Finché morte non ci separi (Ready or Not) (2019)
- Lucy in the Sky (2019)
- Jojo Rabbit (2019)
- La vita nascosta - Hidden Life (A Hidden Life) (2019)

### Anni 2020
- Downhill (2020)
- Wendy (2020)
- Nomadland (2021)
- The Night House - La casa oscura (The Night House) (2021)
- The French Dispatch of the Liberty, Kansas Evening Sun (2021)
- Antlers - Spirito insaziabile (Antlers) (2021)
- Gli occhi di Tammy Faye (The Eyes of Tammy Faye) (2021)
- La fiera delle illusioni - Nightmare Alley (Nightmare Alley) (2021)
- Fresh (2022)
- Gli spiriti dell'isola (The Banshees of Inisherin) (2022)
- Empire of Light (2022)
- The Menu (2022)
- Chi segna vince (Next Goal Wins) (2023)
- Povere creature! (Poor Things) (2023)
- Estranei (All of Us Strangers) (2023)
- Suncoast (2024)
- The Greatest Hits (2024)
- Kinds of Kindness (2024)
- Domenica con Le Supremes (2024)
- A Complete Unknown (2024)
- A Real Pain (2025)
- I Roses (The Roses) (2025)